# Drevesna zelenka
Drevesna zelenka (znanstveno ime Tettigonia viridissima) je kobilica iz družine pravih cvrčalk, ki je pogosta tudi v Sloveniji.

## Opis
Odrasli samci te vrste zrastejo v dolžino med 28 in 36 mm, samice pa med 32 in 42 mm. Običajno so povsem zelene barve, lahko pa se pojavijo tudi osebki rumenkastih odtenkov ali zeleni z rumenkastimi nogami. Za to vrsto so značilne dolge tipalnice, ki lahko dosežejo dolžino telesa.
V osnovi je drevesna zelenka mesojeda vrsta, hrani pa se tudi z listjem lucerne, krompirja in tobaka.
V zadnjem stadiju ima drevesna zelenka popolnoma razvita krila, ki ji omogočajo tudi več deset metrov dolge polete. V Sloveniji je splošno razširjena, zadržuje pa se na grmovju, drevju, travnikih in po vrtovih.